# Frobisher Bay
Frobisher Bugt eller Frobisher Bay [’fråbi∫ə-] er en havbugt der skærer ind i den sydlige del af Baffin Island mellem
halvøerne Meta Incognita (Kingait) og
Nugurniut Plateau i territoriet Nunavut i det nordøstlige Canada. i bunden af bugten ligger territoriets hovedby Iqaluit; Ud for mundingen ligger på
sydsiden Resolution Island (eskimoisk Tudjakdjuak)
og på nordsiden Loks Land eller Hall Ø
(eskimoisk Kekertukdjuak). Frobisher Bugt er opkaldt efter Martin Frobisher der opdagede den i 1576 , men den kaldtes i lang
tid Lumley’s Inlet, som Davis havde benævnt
den. Først i 1862 påviste Hall, at indskæringen,
som tidligere antoges for et Stræde, i
virkeligheden var en bugt. Den besøges af
eskimostammen Nugumiut, der kalder den
Tinikdjuarbiusirn.